# Nemanthias ignitus
Nemanthias ignitus là một loài cá biển thuộc chi Nemanthias trong họ Cá mú. Loài này được mô tả lần đầu tiên vào năm 1981.

## Từ nguyên
Tính từ định danh ignitus trong tiếng Latinh mang nghĩa "rực lửa", hàm ý đề cập đến màu sắc được ví như ánh lửa của loài cá này.

## Phân loại học
N. ignitus trước đây được xếp vào chi Pseudanthias, nhưng theo kết quả phân tích dữ liệu hình thái và phân tử mới đây vào đầu năm 2022 thì loài này được chuyển sang chi Nemanthias.

## Phạm vi phân bố và môi trường sống
N. ignitus được phân bố tại Maldives, quần đảo Similan (Thái Lan) và ngoài khơi đảo Sumatra (Indonesia).
N. ignitus sống tập trung gần các rạn san hô ở độ sâu đến ít nhất là 40 m.

## Mô tả
Chiều dài cơ thể lớn nhất được ghi nhận ở N. ignitus là 9 cm.
Cá đực có màu cam, ửng đỏ hơn về phía lưng, phớt tím ở dưới bụng và sau vây ngực. Vùng cằm và dưới hầu màu vàng tươi. Thân trên, từ vị trí gai vây lưng thứ 3–4 đến cuống đuôi có màu vàng tươi. Từ môi trên có một sọc cam viền tím băng qua dưới mắt kéo dài đến rìa nắp mang. Vây lưng màu đỏ tươi, gốc vây lưng ở phía cuối có màu vàng. Vây hậu môn màu tím trong. Vây bụng vàng, tím nhạt ở các tia. Vây đuôi màu đỏ tươi ở hai thùy, trong mờ ở giữa; rìa trên và dưới viền tím. Vây ngực vàng cam. Cá cái có màu sắc nhạt hơn so với cá đực.
Vào thời điểm sinh sản, màu sắc của cá đực đậm lên rất nhiều và vây lưng màu đỏ tươi căng rộng hoàn toàn.
Số gai ở vây lưng: 10; Số tia vây ở vây lưng: 16–17; Số gai ở vây hậu môn: 3; Số tia vây ở vây hậu môn: 7; Số gai ở vây bụng: 1; Số tia vây ở vây bụng: 5; Số tia vây ở vây ngực: 19–20; Số vảy đường bên: 53–58.

## Sinh thái học
N. ignitus thường tập hợp thành đàn lớn. Cá đực sống theo chế độ hậu cung, gồm nhiều cá cái và cá con dưới sự cai quản của nó. Thức ăn của chúng là các loài động vật phù du.